# Thieffrans
Thieffrans ist eine Gemeinde im französischen Département Haute-Saône in der Region Bourgogne-Franche-Comté.

## Geographie
Thieffrans liegt auf einer Höhe von 270 m über dem Meeresspiegel, etwa 18 Kilometer südöstlich der Stadt Vesoul (Luftlinie). Das Dorf erstreckt sich an leicht erhöhter Lage nördlich der Talebene des Ognon, am Rand der waldigen Höhen des Bois du Petit Pas.
Die Fläche des 9,36 km² großen Gemeindegebiets umfasst einen Abschnitt des mittleren Ognon-Tals. Die südliche Grenze verläuft teils entlang dem Ognon, der hier mit verschiedenen Bögen durch eine ungefähr ein Kilometer breite Niederung nach Südwesten fließt. Vom Flusslauf erstreckt sich das Gemeindeareal nordwärts über die Alluvialebene, die durchschnittlich auf 255 m liegt und überwiegend landwirtschaftlich genutzt wird. Weiter nach Norden steigt das Gelände allmählich zu einem Plateau an, das aus Kalkschichten der oberen Jurazeit besteht. Es liegt auf rund 300 m und ist teils mit Wiesland, hauptsächlich jedoch mit Wald bedeckt (Bois du Petit Pas). Mit 353 m wird unterhalb von La Maison-du-Vau die höchste Erhebung von Thieffrans erreicht.
Zu Thieffrans gehören zwei Weilersiedlungen und verschiedene Einzelhöfe:
- Les Graviers (250 m) in der Talebene des Ognon
- Le Faubourg (275 m) auf dem Plateau nördlich des Ognon-Tals

Nachbargemeinden von Thieffrans sind Chassey-lès-Montbozon im Norden, Tressandans im Osten, Rougemont und Montagney-Servigney im Süden sowie Cognières und Dampierre-sur-Linotte im Westen.

## Geschichte

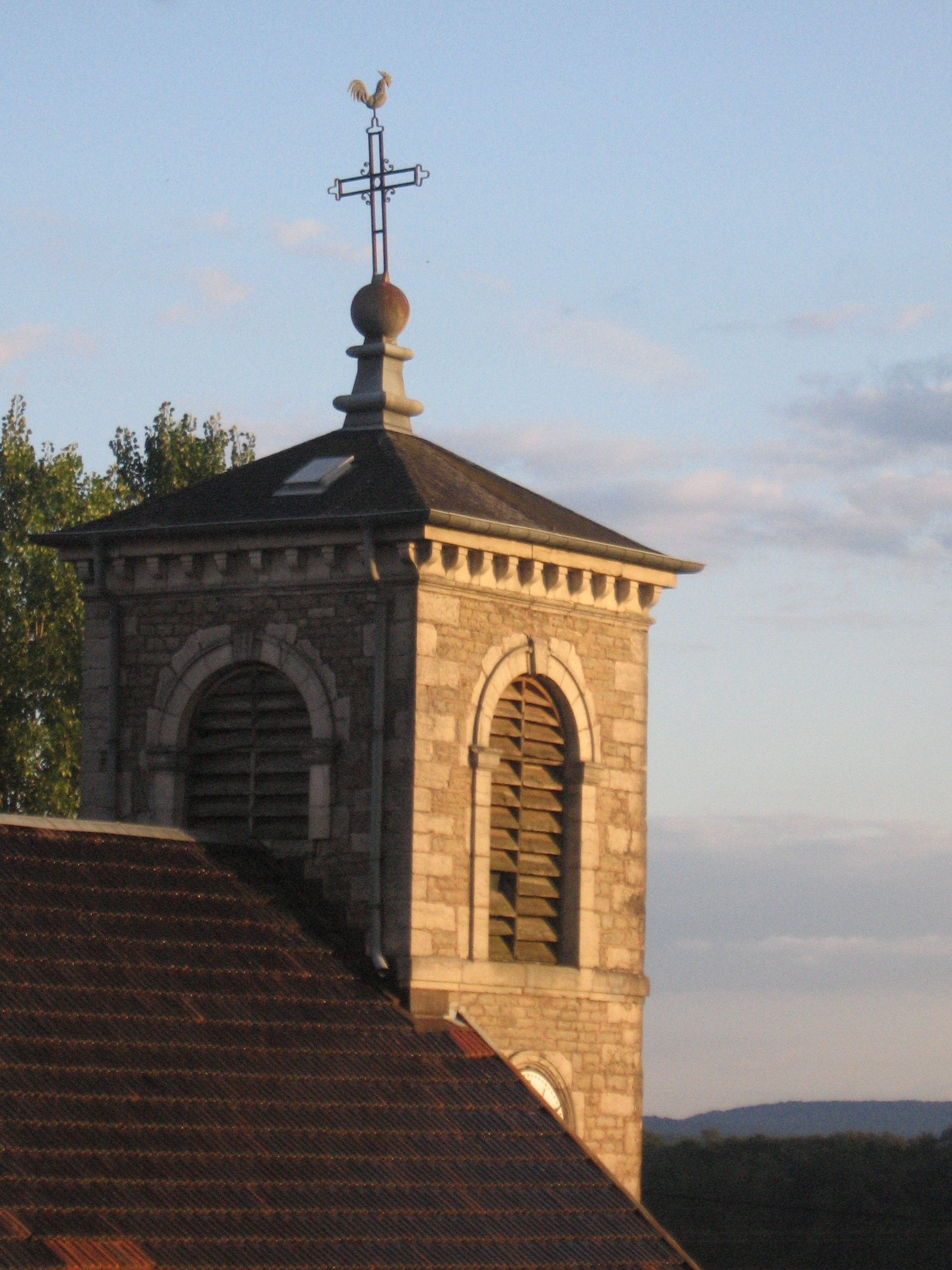
Kirchturm

Thieffrans gehörte im Mittelalter zur Grafschaft Burgund und darin zum Gebiet des Bailliage d’Amont. Zusammen mit der Franche-Comté gelangte Thieffrans mit dem Frieden von Nimwegen 1678 definitiv an Frankreich. Im 17. und 18. Jahrhundert oblag die Herrschaft über das Dorf und die nähere Umgebung der Familie Falletans. Seit 2000 ist Thieffrans Mitglied des 21 Ortschaften umfassenden Gemeindeverbandes Communauté de communes du Pays de Montbozon.

## Bevölkerung
| Jahr                       | 1962 | 1968 | 1975 | 1982 | 1990 | 1999 |
| Einwohner                  | 189  | 187  | 158  | 166  | 172  | 179  |
| Quellen: Cassini und INSEE |      |      |      |      |      |      |

Mit 165 Einwohnern (1. Januar 2022) gehört Thieffrans zu den kleinen Gemeinden des Département Haute-Saône. Nachdem die Einwohnerzahl in der ersten Hälfte des 20. Jahrhunderts deutlich abgenommen hatte (1881 wurden noch 375 Personen gezählt), wurden seit Beginn der 1970er Jahre nur noch geringe Schwankungen verzeichnet.

## Wirtschaft und Infrastruktur
Thieffrans war bis weit ins 20. Jahrhundert hinein ein vorwiegend durch die Landwirtschaft (Ackerbau, Obstbau und Viehzucht) und die Forstwirtschaft geprägtes Dorf. Daneben gibt es heute einige Betriebe des lokalen Kleingewerbes. Mittlerweile hat sich das Dorf auch zu einer Wohngemeinde gewandelt. Viele Erwerbstätige sind Wegpendler, die in den größeren Ortschaften der Umgebung ihrer Arbeit nachgehen.
Die Ortschaft liegt abseits der größeren Durchgangsachsen an einer Departementsstraße, die von Montbozon nach Esprels führt. Weitere Straßenverbindungen bestehen mit Tressandans und Presle.